# 李密翳
李 密翳（り みつえい、生没年不詳）は、奈良時代の人物。『続日本紀』に名前の見える唯一の波斯人（ペルシア人）。

## 経歴
聖武朝の天平8年（736年）8月に日本に帰国した第10次遣唐使の副使・中臣名代が「唐人三人、波斯人一人」を連れて聖武天皇に謁見した。同年11月、名代ら遣唐使節への叙位が行われた際、波斯人の李密翳や唐人の皇甫東朝らにもそれぞれ位階が与えられた。
李密翳についての『続日本紀』の記載はこれのみであるため、その後の消息やどのような人物であったかは明らかでない。森公章は、技術の伝授に当たった工匠ではないかという見方を有力なものとして紹介している。この他、医師・楽人・幻術師・商人・ゾロアスター教の司祭といった説もある。
孝謙朝の天平神護元年（765年）に大学員外大属を務めていた破斯清道は、「破斯（波斯）」を名に持つことからペルシアとの関連が取り沙汰されている。奈良文化財研究所の渡辺晃宏は、破斯清道は李密翳本人か、家族や従者だった可能性を指摘している。